# Basacantha tuberculifer
Basacantha tuberculifer är en mångfotingart som först beskrevs av Imre Loksa 1967.  Basacantha tuberculifer ingår i släktet Basacantha och familjen Chelodesmidae. Inga underarter finns listade i Catalogue of Life.